# Karim Boudiaf
Karim Boudiaf (arabisch كريم بوضياف; * 16. September 1990 in Rueil-Malmaison, Frankreich) ist ein katarisch-algerischer Fußballspieler, welcher auch die Staatsbürgerschaft von Marokko hat.

## Karriere

### Klub
In der Jugend spielte er für den FC Lorient und ging später auch in deren B-Mannschaft über. Zur Spielzeit 2008/09 wechselte er dann nochmal zur zweiten Mannschaft der AS Nancy. Zur Saison 2010/11 wechselte er dann schließlich nach Katar, wo er sich Lekhwiya anschloss, welche später zu al-Duhail wurden. Mit diesen gewann er bislang sieben Mal die Meisterschaft sowie einmal den Emir-Cup.

### Nationalmannschaft
Sein Debüt für die A-Nationalmannschaft hatte er am 21. Dezember 2013 bei einem 1:1-Freundschaftsspiel gegen Bahrain, wo er in der zweiten Halbzeit für Abdulaziz Hatem ausgewechselt wurde. Kurz darauf stand er im Kader der Westasienmeisterschaft 2013, welche er mit seinem Team am Ende auch gewinnen konnte. Weiter ging es dann mit dem Sieg des Golfspokals 2014 und der Teilnahme an der Asienmeisterschaft 2015, in der er mit seiner Mannschaft aber keinen einzigen Punkt in der Gruppenphase einfahren konnte.
Anschließend wurde er in weiteren Freundschafts- als auch Qualifikationsspielen für die Weltmeisterschaft 2018 eingesetzt. Sein nächstes Turnier war dann erst die Asienmeisterschaft 2019, welche er mit seiner Mannschaft dann auch gewann und spielte auch bei der Copa América 2019 und dem Golfpokal 2019 mit. Später spielte er auch mit der Mannschaft beim Gold Cup 2021 und erreichte mit dieser beim FIFA-Arabien-Pokal 2021 den dritten Platz.

## Erfolge
al-Duhail SC
- Katarischer Meister: 2022/23